# Sypna bella
Sypna bella là một loài bướm đêm trong họ Erebidae.